# Rebirth World Tour - Live in São Paulo
Rebirth World Tour - Live in São Paulo è il secondo album dal vivo del gruppo power metal brasiliano Angra, pubblicato nel 2001; a differenza del precedente EP live (Holy Live), il presente album si presenta in versione doppia e sancisce il ritorno al successo della band con la nuova formazione.

## Tracce

### Disco 1
1. In Excelsis - 1:53
2. Nova Era - 4:53
3. Acid Rain - 6:06
4. Angels Cry - 7:05
5. Heroes of Sand - 4:28
6. Metal Icarus - 9:03
7. Millennium Sun - 5:09
8. Make Believe - 5:51
9. Drum Solo - 5:17

### Disco 2
1. Unholy Wars - 8:20
2. Rebirth - 5:27
3. Time - 6:03
4. Running Alone - 7:25
5. Crossing - 1:53
6. Nothing to Say - 6:54
7. Unfinished Allegro - 1:12
8. Carry On - 5:21
9. The Number of the Beast (Iron Maiden cover) - 5:58

## Formazione

### Gruppo
- Edu Falaschi - voce
- Rafael Bittencourt - chitarra, cori
- Kiko Loureiro - chitarra, cori
- Felipe Andreoli - basso, cori
- Aquiles Priester - batteria

### Ospiti
- Fábio Laguna - tastiere